# Emmelina bigoti
Emmelina bigoti là một loài bướm đêm thuộc họ Pterophoridae. Nó được biết đến ở Kenya.